# FK Modriča
FK Modriča Maxima é um time de futebol bósnio sediado em Modriča. Foi fundado em 1922 e atualmente disputa a primeira divisão da República Sérvia, equivalente a segunda divisão do Campeonato Bósnio de Futebol.

## História
Fundado em 1922, foi inicialmente denominado "Rogulj", mas logo mudou seu nome para "Zora". Nos primeiros anos deste esporte, não existia concorrência entre equipes - que só jogou amistosos com times vizinhos, e os jogadores tinham os seus próprios equipamentos esportivos. O primeiro jogo oficial foi contra um clube vizinho. E o resultado foi de 2-2. O Zora existiu até 1927, quando o governo proibiu o clube de continuar ativo.
Em seguida, formou-se um outro clube chamado "Olimpo", em 1938. Em foco de guerra, pararam todas as atividades esportivas, e somente após o final da mesma, em agosto de 1945, voltaram as atividades. Um novo clube de futebol chamado "Sloga" foi criado. Ficou com o nome até meados do mesmo ano, quando mudou o nome para "FK Modriča Maksima"(em português, Futebol Clube Modriča Maxima).
As maiores conquistas da equipe (ainda quando a Bósnia e Herzegovina era parte da Iugoslávia)foram na temporada 1968/69, quando ganharam o título amador da república, e o segundo lugar no Torneio dos Campeões da Iugoslávia.
O Modriča ainda possui um título de campeão bósnio da temporada 2007/08. Antes, havia alcançado o título da Copa da Bósnia e Herzegovina, em 2004.

## Títulos
Copa da Republika Srpska: (1)
- 2007

Kup Bosne i Hercegovine: (1)
- Winners 2004

Primeira Liga da Republika Sprksa: (1)
- Champions 2003

Premijer Liga BiH: (1)
- - 2007/2008